# Parkeerkaart
Parkeerkaart is een bewijs dat men op de aangegeven plaats of voor het aangegeven doel een voertuig mag plaatsen, met toestemming van een organisatie, al dan niet tegen betaling.

## Parkeerkaart voor personen met een handicap
Deze speciale parkeerkaart geeft personen met een erkende handicap het recht om voor onbeperkte duur te parkeren op plaatsen waar dit normaal beperkt is. Deze kaart staat ook toe dat men parkeert op voorbehouden plaatsen, maar enkel op de plaatsen voor personen met een handicap. De handicap moet erkend zijn door de FOD Sociale Zekerheid.
De parkeerkaart is persoonlijk, en hoort dus niet bij een wagen. Ze wordt uitgereikt aan personen met een blijvende invaliditeit van minstens 80%, met een blijvende vermindering van de zelfredzaamheid van minstens 12 punten, met ten minste 2 punten op het item 'verplaatsing' op de schaal van zelfredzaamheid, met een blijvende invaliditeit van minstens 50% van de onderste ledematen, met een volledige verlamming van of amputatie van de bovenste ledematen, en aan burgerlijke of militaire oorlogsinvaliden met minstens 50% oorlogsinvaliditeit. 
Het is ook mogelijk een parkeerkaart te verkrijgen wanneer een kind minstens 2 punten heeft op de categorie 'verplaatsing' of ten minste 2 punten op de categorie 'verplaatsing en mobiliteit' van de medisch-sociale schaal.

## Andere soorten
Politionele en justitiële diensten, politieke vertegenwoordigers en de pers kunnen eveneens een parkeerkaart bekomen.